# Casti connubii
Casti Connubii ("Do Casamento Casto", em latim) é uma encíclica promulgada pelo Papa Pio XI em 31 de dezembro de 1930. Reitera a santidade do matrimônio e proíbe aos católicos o uso de qualquer forma artificial de controle de natalidade e reafirma a proibição do aborto. Explana ainda sobre a autoridade da doutrina da Igreja em questões morais e advoga a cooperação entre o poder civil e a Igreja.

## Santidade do matrimônio
A encíclica enfatiza a santidade do matrimônio afirmando que é um bem em si e uma vocação e que a vida conjugal pode ser tão santificada quanto o celibato. Critica fortemente o eugenismo e as leis eugênicas, lembrando que a família é anterior ao Estado.
Reafirma também o magistério da Igreja que se opõe ao adultério e ao divórcio. Afirma que o ato conjugal deve sempre estar aberto à vida e não deve ser frustrado o poder de gerar a vida deliberadamente.

## Impacto
Casti Connubii é muito notada pela sua posição fortemente oposta à contracepção através de controle de natalidade por meios artificiais. Este documento bem como a Humanae vitae representam bem o ensino do Magistério da Igreja sobre a matéria.